# Tual-szigeti pápaszemesmadár
A Tual-szigeti pápaszemesmadár (Zosterops uropygialis) a madarak osztályának verébalakúak (Passeriformes) rendjébe és a pápaszemesmadár-félék (Zosteropidae) családjába tartozó faj.

## Rendszerezése
A fajt Tommaso Salvadori olasz ornitológus írta le 1874-ben.

## Előfordulása
Indonéziában, a Maluku-szigetekhez tartozó Kai-szigeteken honos. Természetes élőhelyei a szubtrópusi és trópusi síkvidéki esőerdők. Állandó nem vonuló faj.

## Megjelenése
Testhossza 12 centiméter.

## Természetvédelmi helyzete
Az elterjedési területe kicsi, egyedszáma pedig csökken. A Természetvédelmi Világszövetség Vörös listáján mérsékelten fenyegetett fajként szerepel.